# Ibrahim Zadran
Ibrahim Zadran (paschtunisch ابراهیم ځدراڼ; * 22. Dezember 2001 in Khost, Afghanistan) ist ein afghanischer Cricketspieler, der seit 2019 für die afghanische Nationalmannschaft spielt.

## Kindheit und Ausbildung
Sein Onkel, Noor Ali Zadran, spielte ebenfalls für Afghanistan, ebenso wie sein Cousin, Mujeeb Ur Rahman. Zadran war Teil der afghanischen Vertretung bei der ICC U19-Cricket-Weltmeisterschaft 2018.

## Aktive Karriere
Zadran gab sein Debüt für die afghanische Nationalmannschaft im September 2019 beim Test in Bangladesch und erzielte dabei ein Fifty über 87 Runs. Sein Debüt in den kurzen Formaten folgte dann im November 2019 gegen die West Indies. Im März 2021 erreichte er in der Test-Serie gegen Simbabwe in beiden Spielen jeweils ein Fifty (76 und 72 Runs). Sein erstes internationales Century folgte dann im Juni 2022 in Simbabwe, als ihm im zweiten ODI ungeschlagene 121* Runs aus 141 Bällen gelangen, womit er den Serien-Sieg sicherte und als Spieler des Spiels ausgezeichnet wurde. Beim Asia Cup 2022 erreichte er dann gegen Indien ein Fifty über 64* Runs. Daraufhin wurde er für den ICC Men’s T20 World Cup 2022 nominiert, wobei seine beste Leistung 32 Runs gegen England waren. Im November reiste er dann mit dem Team nach Sri Lanka, wo er in der ODI-Serie zwei Centuries (106 (120) und 162 (138) Runs) erzielte und als Spieler der Serie ausgezeichnet wurde. Im Februar 2023 konnte er dann in der Twenty20-Serie in den Vereinigten Arabischen Emiraten ein weiteres Fifty (60* Runs) erreichen. Den Sommer 2023 begann er dann mit zwei Fifties (98 und 54 Runs) in der ODI-Serie in Sri Lanka. Dem folgte ein Century (100 Runs aus 119 Bällen) in Bangladesch und ein weiteres Fifty (80 Runs) gegen Pakistan. Beim Asia Cup 2023 gelang ihm dann gegen Bangladesch ein Half-Century über 75 Runs. Daraufhin reiste er mit dem Team zum Cricket World Cup 2023, wobei ihm gegen Pakistan ein Fifty (87 Runs) gelang, wofür er aus Spieler des Spiels ausgezeichnet wurde. Im weiteren Turnierverlauf konnte er gegen Australien ein Century über 129 Runs aus 143 Bällen erreichen.